# Alejandro Ruelas-Gossi
Alejandro Ruelas-Gossi (México D.F.,1961) es un profesor universitario mexicano-estadounidense, experto en Estrategia de negocios. Clinical Professor de la Universidad de Navarra, profesor de la Universidad de Miami, donde recibió el Excellence in Teaching Award (2018). Es el creador del término orquestación estratégica.

## Biografía
Completados sus estudios de licenciatura en Ingeniería Industrial y de Sistemas en el Instituto Tecnológico y de Estudios Superiores de Monterrey, realizó el doctorado en Estrategia en la Universidad de Carolina del Norte-Chapel Hill, y un máster en Ciencia en la Gestión de la tecnología en el Instituto de Tecnología de Massachusetts (MIT).
Fue catedrático de estrategia en la Universidad Adolfo Ibáñez y director académico de la Adolfo Ibáñez School of Management en Miami.
Fue director general fundador de Orkestra-Instituto Vasco de Competitividad, donde el nombre de Orkestra emana de su teoría de Orquestación, pues la competitividad se “orquesta”.
Es colaborador de la CNN en cuestiones relacionadas con estrategia e innovación.
Ha asesorado a diversas empresas: Abbott Laboratories, Aon, AT&T, Baxter International, Bristol-Myers Squibb, Caterpillar, Cemex, Ernst & Young, IBM, Microsoft, Motorola Inc., Philips, Sony y Techint,  entre otras.

## Contribuciones
En febrero de 2004, la edición de Latinoamérica de Harvard Business Review publicó su artículo Innovar en mercados emergentes: el paradigma de la T grande, que años más tarde fue elegido por la propia revista como el mejor publicado en dicha edición.
Ruelas-Gossi propone dos tipos de estrategias para la innovación: una basada en las nuevas tecnologías y patentes, y otra centrada en el resideño de procesos y la reconfiguración de estructuras organizacionales que impulsen el talento humano. Este segundo tipo resulta más accesible y rentable para las empresas que trabajan en mercados emergentes. La revista Expansión resaltó sus contribuciones en el área de Estrategia de negocios.
Acuñó el concepto de orquestación estratégica para describir cómo una empresa crea, expande y coordina una variedad de redes de partners para aprovechar recíprocamente una oportunidad. Por otro lado, Ruelas-Gossi señala que, el cliente es infiel por naturaleza, por lo que las empresas solo podrán atraerlo, emocionarlo y atraparlo en la red, a través de la empatía y de la emoción.
Su concepto de The-Race-to-the-Top Strategy Paradigm, publicado tanto en Harvard Business Review, como en el Journal of International Business Insights,ha sido incluido en las contribuciones del Think-Tank, Center for Strategic of International Studies, en Washington D. C. como una de las ideas más relevantes para impactar la economía de los países emergentes.

## Publicaciones
- Orquestación estratégica, Harvard Business Review (2006), "Nuevas estrategias para las empresas en países emergentes".[15]
- Innovar en mercados emergentes: El Paradigma de la T Grande, Harvard Business Review Latin America, febrero, 2004
- Race-to-the-Top Strategy Paradigm.  Academy of International Business -  Insights. volumen 17, número 4, 2017.
- Thinking Cities vs Doing Cities”, Nuevas Tendencias. Nº 103, enero 2020, pp. 14 – 19.
- Strategy-zing in a Non-Linear World”, Nuevas Tendencias, Nº 101, enero 2019. pp. 2 – 9.
- Crafting The Vantage Point. Escape from Low-Cost Trap and Enhance Value for Your Business”, IESE Insight. número 28. First Quarter 2016.
- Donald Sull y Alejandro Ruelas-Gossi, Strategic Orchestration, Business Strategy  Review. 4 (2010), pp. 58-63.